# Ngày Quốc tế Hòa bình
 Ngày quốc tế Hòa bình, cũng gọi không chính thức là Ngày Hòa bình thế giới diễn ra hàng năm vào ngày 21 tháng 9. Ngày này được dành để tôn vinh nền Hòa bình thế giới, và kêu gọi chấm dứt chiến tranh, bạo lực và là dịp để tổ chức các lệnh ngừng bắn tạm thời trong vùng chiến sự để các lực lượng cứu trợ nhân đạo thi hành sứ mệnh của mình. Ngày quốc tế Hòa bình được nhiều quốc gia, dân tộc, các nhóm chính trị và quân sự tuân thủ. Ngày quốc tế Hòa bình đầu tiên được tổ chức lần đầu trong năm 1981.
Để khai mạc ngày này, "Chuông Hòa bình" ở Trụ sở Liên Hợp Quốc (tại thành phố New York, Hoa Kỳ) bắt đầu ngân vang báo hiệu. Chuông này được đúc từ các đồng tiền kim loại quyên góp của các trẻ em từ khắp các châu lục ngoại trừ châu Phi. Đó là món quà tặng của "Hiệp hội Liên Hợp Quốc" của Nhật Bản, và được coi như "một lời nhắc nhở về phí tổn nhân mạng cho chiến tranh". Các chữ khắc ghi trên mặt chuông như sau: "Vạn tuế hòa bình tuyệt đối trên thế giới". Các cá nhân cũng có thể mang phù hiệu Chim bồ câu hòa bình màu trắng để kỷ niệm ngày quốc tế Hòa bình, do một tổ chức phi lợi nhuận của Canada sản xuất.

## Lịch sử

### 1981
Đại hội đồng Liên Hợp Quốc tuyên bố, trong một nghị quyết do Vương quốc Anh và Costa Rica bảo trợ, rằng ngày Thứ Ba của tháng 9 – ngày khai mạc các khóa họp thường kỳ của Đại hội đồng Liên Hợp Quốc – là "Ngày quốc tế Hòa bình" dành cho việc kỷ niệm và củng cố những lý tưởng hòa bình.

### 1982

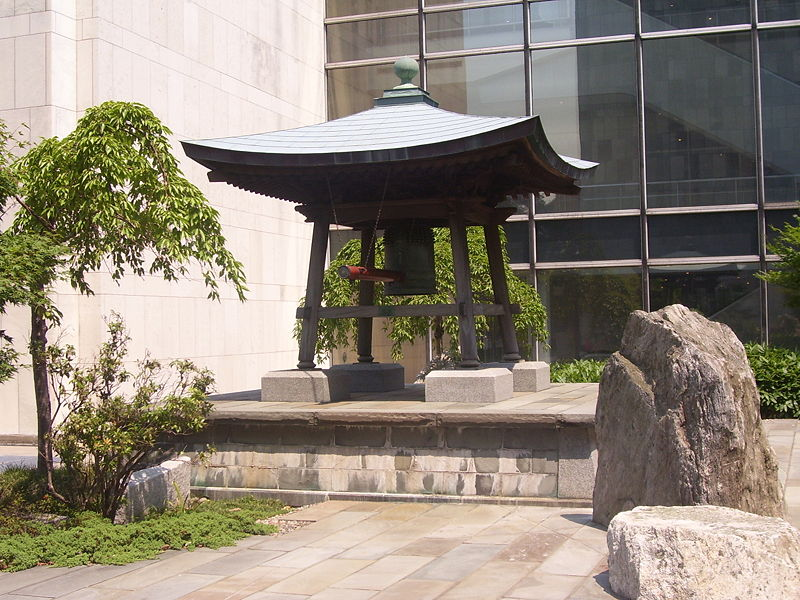
Chuông Hòa bình tại Trụ sở Liên Hợp Quốc (tại thành phố New York)

Thứ Ba, 21.9.1982 cử hành "Ngày quốc tế Hòa bình" đầu tiên.

### 2001

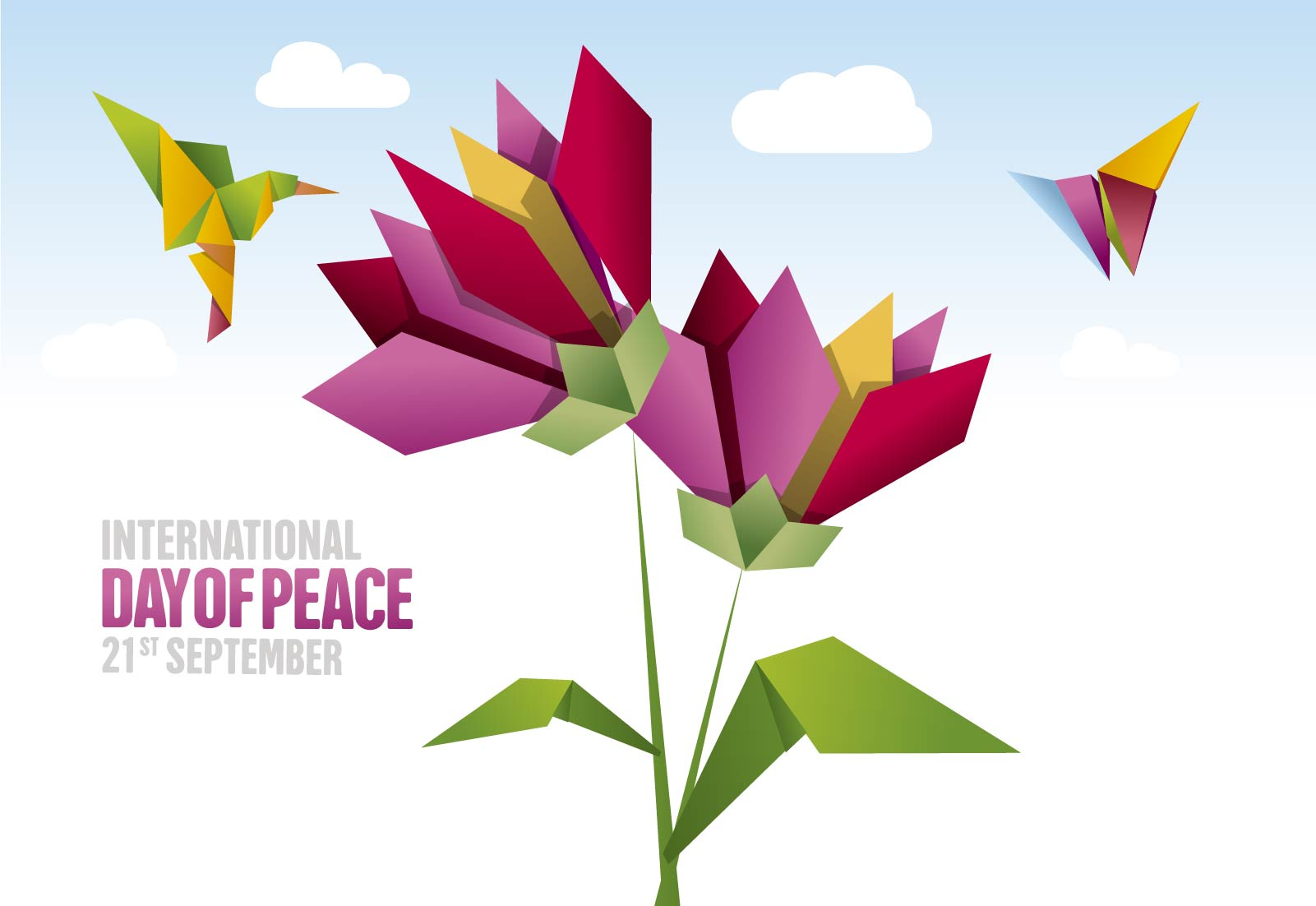
Một tấm bích chương tư nhân cổ động cho ngày 21 tháng 9, theo phong cách origami

Ngày khai mạc Đại hội đồng Liên Hợp Quốc năm 2001 được dự định vào ngày 11 tháng 9, và tổng thứ ký Liên Hợp Quốc Kofi Annan đã soạn một thông điệp công nhận việc cử hành Ngày quốc tế Hòa bình vào ngày 11 tháng 9. Năm này ngày quốc tế Hòa bình được thay đổi từ ngày Thứ Ba thứ 3 trong tháng 9 sang ngày 21 tháng 9, có hiệu lực từ năm 2002. Một nghị quyết mới đã được Đại hội đồng Liên Hợp Quốc thông qua, do Vương quốc Anh và Costa Rica bảo trợ (cũng là các nước bảo trợ ngày nguyên thủy) đưa ra một ngày cố định để cử hành Ngày quốc tế Hòa bình và tuyên bố đó là ngày đình chiến toàn cầu.

### 2004
Một rắc rối ngoại giao đã xảy ra trong năm 2004 khi Lions Clubs International bảo trợ một cuộc thi để chọn một bộ tranh áp phích dùng cho các tem thư kỷ niệm do "United Nations of America" phát hành. Một tranh áp phích của một học sinh trung học 13 tuổi người Đài Loan tên "Yang Chih-Yuan" được tuyên bố là một trong các tranh đoạt giải. Tuy nhiên, sau đó lại có tuyên bố là tranh của Yang không được sử dụng. Các phương tiện truyền thông Đại Loan tường thuật rằng "Taiwan Lions Club" và chính phủ Đài Loan quả quyết rằng quyết định không sử dụng tranh của Yang là do áp lực từ Cộng hòa Nhân dân Trung Hoa. Sau đó chính phủ Đài Loan đã phát hành tem thư in tranh nói trên. Những người chỉ trích tuyên bố rằng việc từ chối bức tranh của học sinh trên cơ sở thuần túy chính trị đã không phản ánh những lý tưởng của Ngày quốc tế Hòa Bình, trong khi Liên Hợp Quốc đã đưa ra một tuyên bố rằng "do một sự hiểu lầm nội bộ và truyền thông sai lệch, nên bản in thử ảnh của Yang đã được công bố sai là một trong 6 tem dự định sẽ được phát hành".

### 2005

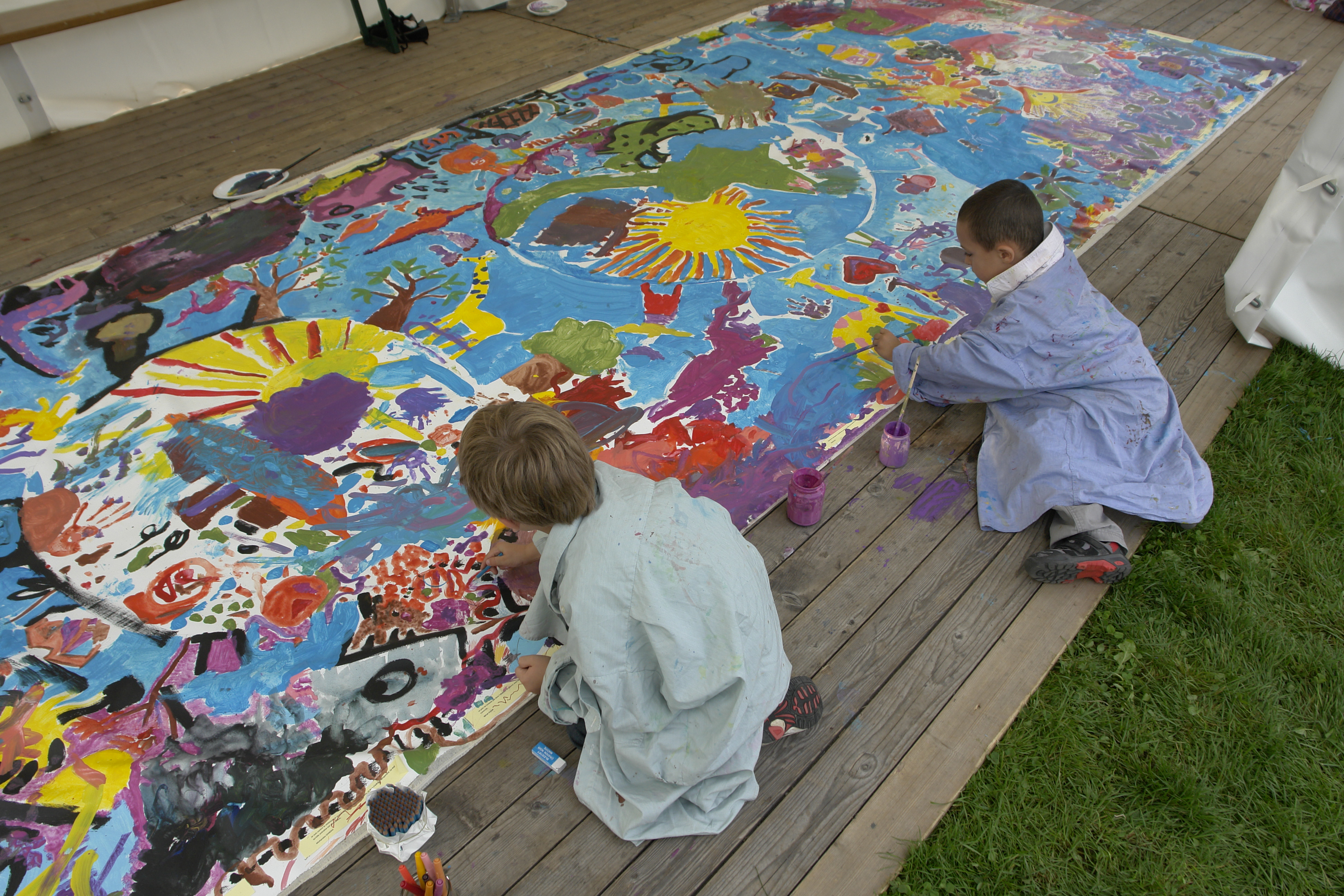
Tranh vẽ của trẻ em, Ngày Hòa bình Quốc tế 2009, Geneva.

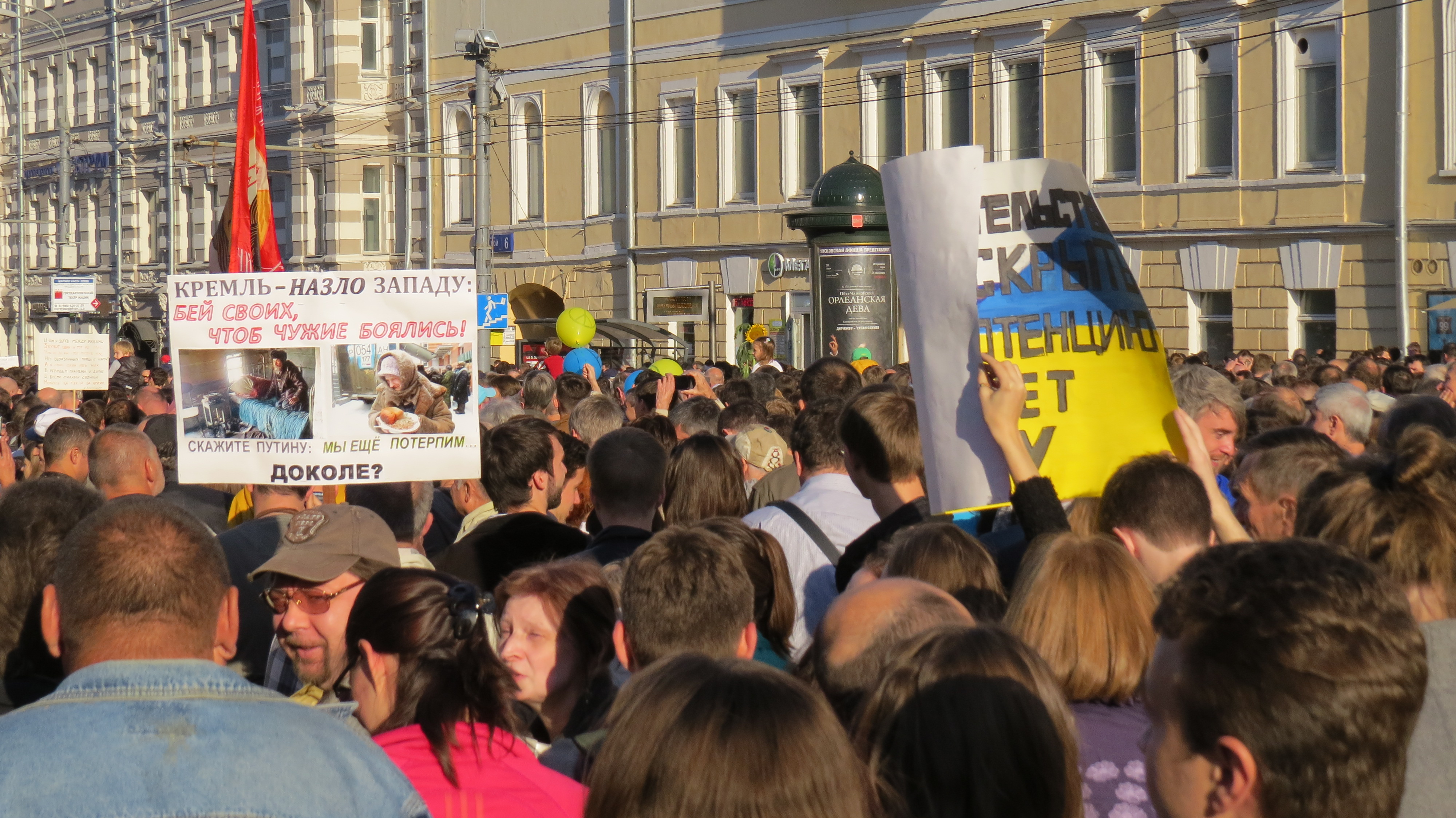
Diễn hành vì hòa bình ở Moscow, phản đối chống lại chiến tranh với Ukraine. Ngày 21 tháng 9 năm 2014.

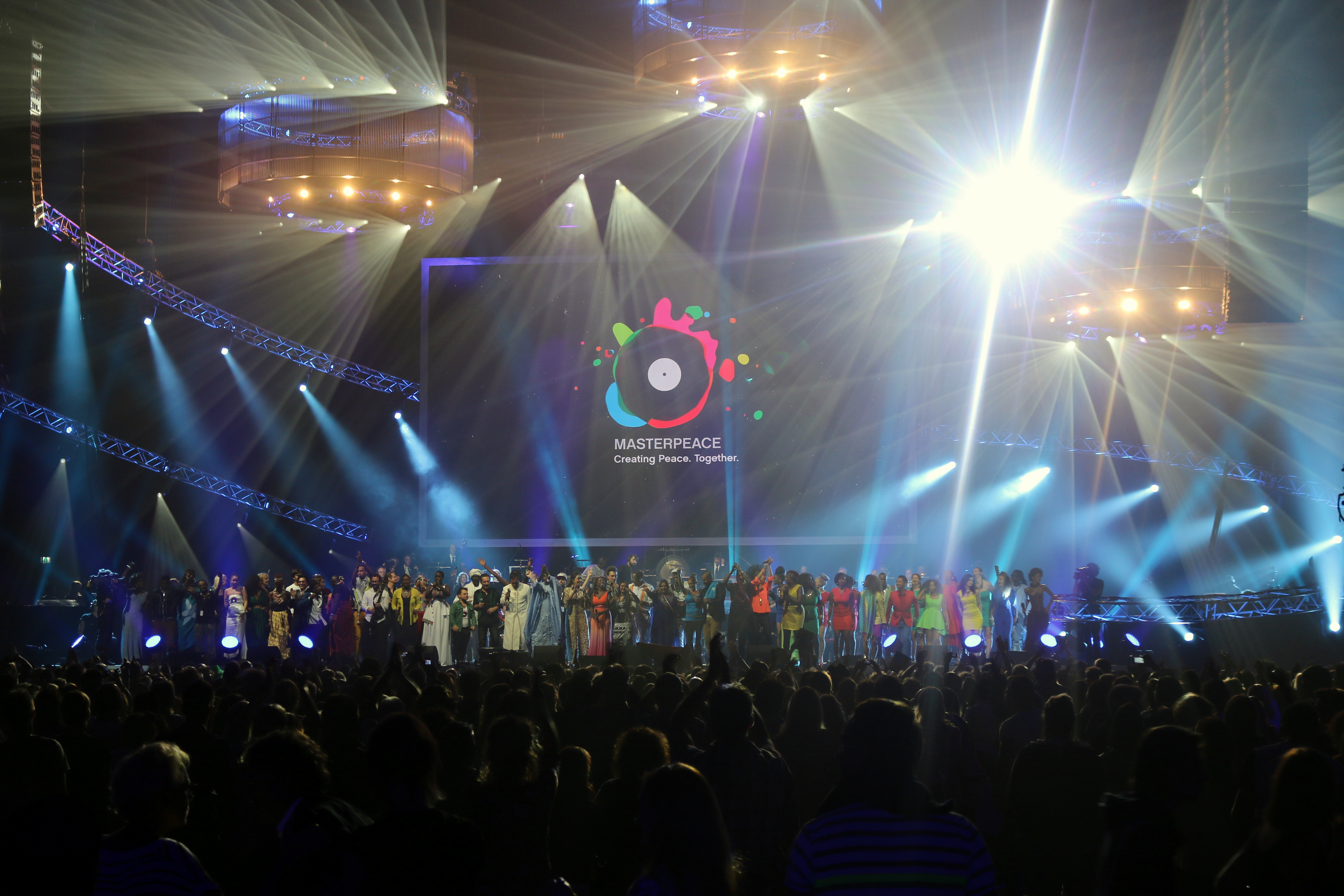
Buổi hòa nhạc Ngày Quốc tế Hoà bình tại Amsterdam Ziggo Dome. 21 tháng 9 năm 2014 (do MasterPeace tổ chức)

Năm 2005, tổng thư ký Liên Hợp Quốc Kofi Annan đã kêu gọi toàn thế giới tuân thủ 24 giờ ngừng bắn và ngày quốc tế bất bạo động để đánh dấu Ngày quốc tế Hòa bình.

### 2006
Năm 2006, tổng thư ký Liên Hợp Quốc Kofi Annan đã đánh Chuông Hòa Bình lần chót trong nhiệm kỳ của mình. Năm này Liên Hợp Quốc khẳng định "nhiều cách hoạt động cho hòa bình" và khuyến khích các cá nhân, các nhóm và cộng đồng trên khắp thế giới chiêm ngưỡng và truyền đạt các tư tưởng và hoạt động về cách làm thế nào để đạt được hòa bình.
Vương quốc Anh đã tổ chức Ngày quốc tế Hòa bình và Ngày quốc tế bất bạo động cách chính thức công cộng ở Rochdale, Greater Manchester, do "Peace Parade UK." tổ chức. "

### 2007
Năm 2007, tổng thư ký Liên Hợp Quốc Ban Ki-moon đánh Chuông Hòa bình tại trụ sở Liên Hợp Quốc ở thành phố New York, kêu gọi việc ngừng các hành động thù địch trong 24 giờ ngày 21 tháng 9, và giữ 1 phút im lặng trên khắp thế giới.

### 2011
Năm 2011 – vào ngày kỷ niệm lần thứ 30 - chủ đề Ngày quốc tế Hòa bình của Liên Hợp Quốc là:  "Peace and Democracy: make your voice heard" (Hòa bình và Dân chủ: hãy làm cho tiếng nói của bạn được (người ta) nghe).

### 2013
Năm 2013, Ngày quốc tế hòa bình được Liên hợp quốc tổ chức kỷ niệm với chủ đề “Giáo dục vì hòa bình”. Thông qua chủ đề này, Liên hợp quốc một lần nữa nhấn mạnh tới vai trò của giáo dục trong việc đào tạo và giáo dục các công dân của thế giới. Trẻ em không chỉ cần học cách đọc, viết và tính toán, mà các em còn cần được dạy về cách tôn trọng những người khác, tôn trọng thế giới mà chúng ta đang sống và do đó, thúc đẩy sự phát triển và tiến bộ của xã hội theo hướng công bằng hơn, rộng mở hơn và hài hòa hơn.

### 2015
Chủ đề của lễ kỷ niệm năm nay là "Hợp tác vì Hòa bình – Nhân phẩm cho tất cả mọi người". Liên Hợp Quốc kêu gọi 24 giờ ngừng bắn kỷ niệm Ngày quốc tế Hòa bình.

### 2016
Chủ đề năm nay là “Cùng nhau vì hòa bình: Tôn trọng, an toàn và phẩm giá cho tất cả mọi người”. Chủ đề lần này tôn vinh tinh thần của TOGETHER. TOGETHER liên kết các tổ chức của hệ thống Liên hợp quốc, gồm 193 nước thành viên Liên Hợp Quốc, khu vực tư nhân, các viện nghiên cứu và các cá nhân… trong một quan hệ đối tác toàn cầu nhằm hỗ trợ đa dạng, không phân biệt đối xử và chấp nhận những người tị nạn và di cư được khởi xướng tại Hội nghị thượng đỉnh về người tị nạn và di dân của Liên hợp quốc vào ngày 19 tháng 9  năm 2016..

### 2018
Chủ đề của năm nay là "Quyền được hòa bình"

### 2019
Chủ đề của năm 2019 là "Hành động Khí hậu vì hòa bình".

## Những ngày Hòa bình khác

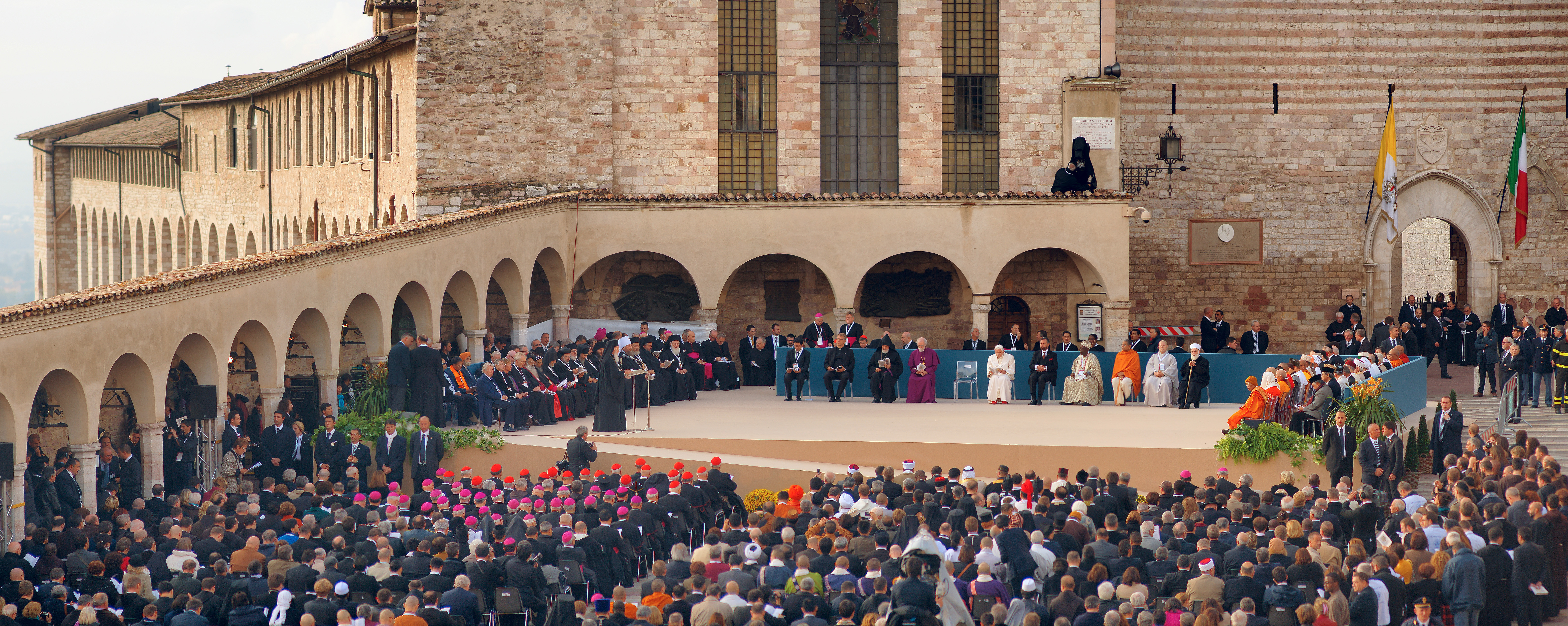
Ngày Thế giới cầu nguyện cho hòa bình lần thứ 4, Assisi (Ý), ngày 27 tháng 10 năm 2011

- Ngày Thế giới Hòa bình (World Day of Peace) của Giáo hội Công giáo Rôma, được tổ chức hàng năm vào ngày 1 tháng 1, kể từ năm 1968.
- Ngày quốc tế bất bạo động